# Біле Озеро (Ніколаєвський район)
Біле Озеро (рос. Белокаменка) — селище в Ніколаєвському районі Ульяновської області Російської Федерації.
Населення становить 37 осіб. Входить до складу муніципального утворення Ніколаєвське міське поселення.

## Історія
Від 2004 року входить до складу муніципального утворення Ніколаєвське міське поселення.

## Населення
| 1996 | 2010 |
| ---- | ---- |
| 58   | ↘37  |